# Douglas Mendes
Douglas Hernandes Mendes da Silva (* 4. August 2001 in Capão Bonito do Sul) ist ein brasilianischer Sprinter, der sich auf den 400-Meter-Lauf spezialisiert hat. Mit der brasilianischen 4-mal-400-Meter-Staffel siegte er 2023 bei den Panamerikanischen Spielen in Santiago und im Jahr zuvor wurde er in der Mixed-Staffel Südamerikaspielesieger.

## Sportliche Laufbahn
Erste Erfahrungen bei internationalen Meisterschaften sammelte Douglas Mendes im Jahr 2018, als er bei den Olympischen Jugendspielen in Buenos Aires auf Rang elf im 400-Meter-Lauf gelangte. Im Jahr darauf gewann er bei den U20-Südamerikameisterschaften in Cali in 46,74 s die Silbermedaille über 400 Meter und siegte in 3:09,37 min mit der brasilianischen 4-mal-400-Meter-Staffel. Anschließend schied er bei den U20-Panamerikameisterschaften in San José mit 46,73 s im Vorlauf über 400 Meter aus und gewann mit der Staffel in 3:02,84 min die Bronzemedaille. 2021 siegte er in 47,22 s bei den U23-Südamerikameisterschaften in Guayaquil im Einzelbewerb sowie in 3:08,78 min auch in der 4-mal-400-Meter-Staffel. Daraufhin wurde er bei den erstmals ausgetragenen Panamerikanischen Juniorenspielen in Cali in der Vorrunde über 400 Meter disqualifiziert und gewann in 3:08,42 min die Silbermedaille mit der Männerstaffel hinter dem Team aus Ecuador. Zudem siegte er in 3:18,54 min in der Mixed-Staffel über 4-mal 400 Meter. Im Jahr darauf startete er mit der Mixed-Staffel bei den Weltmeisterschaften in Eugene und verpasste dort mit 3:18,19 min den Finaleinzug. Ende September gewann er bei den U23-Südamerikameisterschaften in Cascavel in 46,59 s die Silbermedaille über 400 Meter hinter dem Argentinier Elián Larregina und gewann in 3:05,44 min die Silbermedaille in der Männerstaffel hinter dem Team aus Argentinien. Kurz darauf siegte er bei den Südamerikaspielen in Asunción in 3:21,53 min gemeinsam mit Anderson Henriques, Maria de Sena und Tábata de Carvalho in der Mixed-Staffel und sicherte sich in der 4-mal-400-Meter-Staffel in 3:06,79 min gemeinsam mit Lucas Rodrigues da Silva, Lucas Carvalho und Vitor Hugo de Miranda die Silbermedaille hinter dem venezolanischen Team.
2023 gewann er bei den Südamerikameisterschaften in São Paulo in 3:04,15 min gemeinsam mit Vitor Hugo de Miranda, Lucas Carvalho und Maxsuel dos Santos die Silbermedaille in der Männerstaffel hinter dem venezolanischen Team und gewann auch in der Mixed-Staffel in 3:18,02 min gemeinsam mit Tiago Lemes da Silva, Júlia Aparecida Rocha und Jainy Barreto die Silbermedaille hinter dem kolumbianischen Team. Im Oktober gewann er dann bei den Panamerikanischen Spielen in Santiago de Chile in 3:18,55 min gemeinsam mit Letícia Lima, Lucas Conceição Costa und Tiffani Marinho die Silbermedaille hinter dem Team aus der Dominikanischen Republik. Zudem siegte er mit der Männerstaffel in 3:03,92 min gemeinsam mit Lucas Carvalho, Matheus Lima und Lucas Conceição Costa. Bei den World Athletics Relays 2024 auf den Bahamas kam er in der ersten Runde in der Mixed-Staffel zum Einsatz und im August verpasste er bei den Olympischen Sommerspielen in Paris mit 3:00,95 min den Finaleinzug mit der Männerstaffel. 2025 schied er bei den Hallensüdamerikameisterschaften in Cochabamba mit 48,95 s im Vorlauf über 400 Meter aus. Ende April verpasste er bei den Südamerikameisterschaften in Mar del Plata mit 49,32 s den Finaleinzug über 400 Meter. 
2022 wurde Mendes brasilianischer Meister im 400-Meter-Lauf und 2023 in der 4-mal-400-Meter-Staffel.

## Persönliche Bestzeiten
- 200 Meter: 21,32 s (+0,4 m/s), 4. Juni 2023 in Cochabamba
- 400 Meter: 45,32 s, 28. Juni 2024 in São Paulo
  - 400 Meter (Halle): 48,95 s, 22. Februar 2025 in Cochabamba